# Megfigyelhető mennyiség
A megfigyelhető mennyiség a kvantumechanikában olyan fizikai mennyiség aminek az értéke egy kvantummechanikai mérés során meghatározható, s ezek az értékek, mint kvantumszámok jellemzik az illető kvantummechanikai rendszer állapotát.

## Kvantumállapot
Egy kvantumrendszer (például egy elemi részecske) állapotát a hullámfüggvényével írhatjuk le, ami helyreprezentációban a helyváltozók függvénye, impulzusreprezentációban az impulzus függvénye. A hullámfüggvény egy valószínűségi amplitúdó, amiből a mérések kimenetelének valószínűségére lehet következtetni, ő maga nem megfigyelhető mennyiség. A klasszikus elektrodinamikából ismert elektromágneses potenciálok a kvantummechanikában hullámfüggvény szerepet játszanak. 
A kvantumállapot reprezentációfüggetlen leírására fejlesztette ki Paul Dirac a braket-jelölést. Általános értelemben a kvantumállapot egy Hilbert-térben értelmezett vektor, aminek koordináta- ill. impulzusbázisra vett vetülete a koordinátareprezentációbeli ill. impulzusreprezentációbeli hullámfüggvény.

## Megfigyelhető mennyiség operátora
A megfigyelhető mennyiségekhez egy-egy a kvantumállapotokon értelmezett önadjungált (hermitikus) operátort rendelhetünk. Az hermitikus operátorok sajátértékei mindig valósak, ezek az illető fizikai mennyiség lehetséges értékei, amit a mérés során kaphatunk. 
A legfontosabb fizikai mennyiség az energia, ennek operátora a Hamilton-operátor nemcsak az energia lehetséges értékeit szolgáltatja, hanem a kvantummechanika mozgásegyenletein (a nemrelativisztikus Schrödinger-egyenlet és a relativisztikus Dirac-egyenlet) keresztül a kvantumrendszer időbeli fejlődését is megszabja.
A többi fizikai mennyiség közül azok a fontosak, amik egyszerre mérhetők az energiával ill. egymással is, mert ezek értékeivel írhatjuk le egyértelműen az illető rendszert. Matematikailag ez azt jelenti, hogy legyen az illető fizikai mennyiségek operátorainak közös sajátállapotrendszere a lehetséges kvantumállapotok között, amelyeken a sajátértékeik jelentik az illető fizikai mennyiségek lehető mérési eredményeit. 
Megfigyelhető mennyiség a kvantummechanikában tehát az a fizikai mennyiség, amelynek operátora felcserélhető a Hamilton-operátorral. Ezek közül az összes nem mérhető egyszerre, csak azok, amelyek egymással is felcserélhetők, és az illető kvantumrendszertől és a leírás céljától függ, hogy melyik ilyen operátoralrendszert választjuk ki.

## Lásd még
- kvantumállapot
- kvantumszám
- hullámfüggvény
- braket-jelölés